# Lycium martii
Lycium martii är en potatisväxtart som beskrevs av Sendt. Lycium martii ingår i släktet bocktörnen, och familjen potatisväxter. Inga underarter finns listade i Catalogue of Life.